# Hikari Nakade
Hikari Nakade (中出 ひかり, Nakade Hikari, Mie, 6 december 1988) is een Japans voormalig voetbalster.

## Carrière
Nakade speelde voor Iga FC Kunoichi.
Nakade nam met het Japans nationale elftal O20 deel aan het WK onder 20 in 2008.
Nakade maakte op 26 september 2013 haar debuut in het Japans vrouwenvoetbalelftal tijdens een wedstrijd om de Algarve Cup tegen Nigeria.

## Statistieken
| Japans vrouwenvoetbalelftal | Japans vrouwenvoetbalelftal | Japans vrouwenvoetbalelftal |
| Jaar                        | Wed.                        | Dlp.                        |
| --------------------------- | --------------------------- | --------------------------- |
| 2013                        | 1                           | 0                           |
| Totaal                      | 1                           | 0                           |